# OVER THE RAINBOW
OVER THE RAINBOW是日本歌手倉木麻衣第十張原創專輯，於2012年1月11日分三種形式發行。

## 簡介
- 與前作「FUTURE KISS」相隔約1年零2個月的新原創專輯。
- 收錄單曲「1000萬次的吻」、「再一次」、「Your Best Friend」和DVD單曲「Strong Heart」，並收錄當中的B面歌「先別說再見」和「step by step」。
- 本作並無收錄同名主打歌，而是收錄了多首充滿個性色彩的歌曲，就像彩虹用各種顏色搭起一座橋，因此命名為「OVER THE RAINBOW」。[1]
- 一般發行初回限定盤及通常盤，以及Fan club與Musing會員限定的「Musing&FC盤」，合共三種形態，各有不同封面。初回限定盤DVD收錄歌曲PV。

## 曲目

### CD
1. Strong Heart
  - 作詞：倉木麻衣　作曲・編曲：GIORGIO CANCEMI
  - 关西电视台・富士电视台周二10点电视剧《HUNTER～那些女子、赏金猎人～》主题歌
2. another day ＊ another world 
  - 作詞：倉木麻衣 / 作曲:大野愛果 / 編曲：小澤正澄
3. 先別說再見 ～album ver.
  - 作詞：倉木麻衣 / 作曲・編曲：FOOTBREAD / 吉他：Sang Hyun Park
4. Stay the same
  - 作詞：倉木麻衣 / 作曲・編曲：GIORGIO CANCEMI
  - 为三丽鸥“Wish me mell”演唱的歌曲
5. Your Best Friend
  - 作詞:倉木麻衣、GIORGIO 13 作曲・編曲:GIORGIO CANCEMI
  - 读卖电视台・日本电视台全国网周六6:00播放《名侦探柯南》主題歌
6. 再一次 
  - 作詞:倉木麻衣 作曲/编曲：田尻尋一
  - 东海电视台・富士电视台全国网电视连续剧《栖息在雾中的恶魔》主题歌
7. Brave Your Heart (與鹿凌桀合唱)
  - 作詞：倉木麻衣 / 作曲・編曲：德永晓人
  - 日中友好40周年记念映画・第24回东京国际映画祭特别上映作品《通往明日之爱》主题歌
8. Sun will shine on u
  - 作詞：倉木麻衣、GIORGIO 13 / 作曲・編曲：GIORGIO CANCEMI
  - 金泽电视台《となりのテレ金ちゃん》1月份片尾曲
9. Love one another
  - 作詞：倉木麻衣、Michael Africk / 作曲・編曲：Michael Africk、Miguel Sá Pessoa、Perry Geyer
10. step by step 
  - 作詞:倉木麻衣　GIORGIO 13 作曲・編曲:GIORGIO CANCEMI
  - 合欢之乡 Hotel＆Resort CM歌曲
11. 1000萬次的吻 
  - 作詞:倉木麻衣 / 作曲：大野愛果 / 编曲：叶山武
  - KOSE“ESPRIQUE PRICIOUS”CM歌曲
12. LaLaLa＊La
  - 作詞：倉木麻衣 / 作曲・編曲：德永晓人

### DVD
1. 1000萬次的吻 -Music Clip-
2. 再一次 -Music Clip-
3. Your Best Friend -Music Clip-
4. Brave your heart -Music Clip-
5. Stay the same -Music Clip-

## 銷量
| 榜單                              | 最高排名 | 銷量      | 在榜時數 |
| --------------------------------- | -------- | --------- | -------- |
| Oricon日間專輯榜 (2012年1月11日)  | 2        | 11,080 枚 | 11週     |
| Oricon週間專輯榜 (2012年1月第2週) | 2        | 29,618 枚 | 11週     |
| Oricon月間專輯榜 (2012年1月)      | 11       | 41,460 枚 | 11週     |
| Oricon年間專輯榜 (2012年)         | 135      | 49,998 枚 | 11週     |
| Oricon累積銷量                    | —        | 49,998 枚 | 11週     |

## 引用資料
1. ↑  .   [2012-01-14]. （原始内容存档于2014-09-05）.